# Завгаєв Доку Гапурович
Доку Гапурович Завгаєв (нар. 22 грудня 1940, село Бено-Юрт Надтеречного району Чечено-Інгуської АРСР, тепер Чечня) — російський і радянський державний діяч, проросійський чеченський колабораціоніст, дипломат, 1-й секретар Чечено-Інгуського обласного комітету КПРС. Член ЦК КПРС у 1990—1991 роках. Народний депутат Верховної ради Російської РФСР (1990—1993 роки). Кандидат економічних наук, доктор юридичних наук

## Життєпис
Народився в багатодітній чеченської селянській родині. Виходець із тайпа Гендергеной. Його мати належала до тайпа Беной.
23 лютого 1944 роки родина Завгаєва з усіма іншими чеченцями була депортована в Середню Азію і потрапила на поселення в селище Токарівка Тельманського району Карагандинської області Казахської РСР. У 1957 році повернувся до Чечено-Інгуської АРСР.
У 1958—1961 роках — вчитель початкових класів середньої школи в селі Бено-Юрт Надтеречного району.
З 1962 по 1965 рік працював слюсарем, механіком відділення, головним інженером радгоспу «Знаменський» Надтеречного району Чечено-Інгуської АРСР.
У 1965—1966 роках — керуючий Наурсько-Надтерського районного об'єднання «Сільгосптехніка» Чечено-Інгуської АРСР.
Член КПРС з 1966 року.
У 1966 році закінчив Горський сільськогосподарський інститут, за фахом інженер-механік сільськогосподарського виробництва.
У 1966—1971 роках — директор радгоспу «Знаменський» Надтеречного району Чечено-Інгуської АРСР.
У 1971—1972 роках — голова виконавчого комітету Надтеречної районної ради депутатів трудящих Чечено-Інгуської АРСР.
У 1972—1975 роках — начальник Чечено-Інгуського республіканського виробничого об'єднання радгоспів.
У 1975—1977 роках — міністр сільського господарства Чечено-Інгуської АРСР.
У 1977—1978 роках — завідувач сільськогосподарського відділу Чечено-Інгуського обласного комітету КПРС.
У 1978—1983 роках — секретар Чечено-Інгуського обласного комітету КПРС. У 1983—1989 роках — 2-й секретар Чечено-Інгуського обласного комітету КПРС.
У 1984 році закінчив заочно Академію суспільних наук при ЦК КПРС.
1 липня 1989 — 23 серпня 1991 року — 1-й секретар Чечено-Інгуського республіканського комітету КПРС.
Одночасно з березня 1990 по 6 вересня 1991 року — голова Верховної ради Чечено-Інгуської АРСР.
У 1991—1995 роках жив і працював у Москві, очолював підкомісію з проблем республік Північного Кавказу у Верховній Раді РРФСР, працював завідувачем відділу в Управлінні по роботі з територіями адміністрації президента Російської Федерації.
У березні 1995 року увійшов до складу «Комітету національної згоди Чечні». З 24 жовтня 1995 по березень 1996 року — голова «Уряду національного відродження Чечні». У листопаді 1995 року був затверджений колишньою Верховною радою скасованої Чечено-Інгушетії на посаді «глави Чечні». У грудні 1995 року був обраний на пост «глави Чеченської Республіки» (отримав 95 % голосів, переважно російськіх військових). У серпні 1996 року після захоплення чеченськими національними силами Грозного покинув Чечню. Після від'їзду з республіки і підписання Хасав'юртівських угод продовжував виконувати обов'язки т. зв. «глави Чечні» в складі Росії до 15 листопада 1996 року.
Був членом Ради Федерації від Чеченської Республіки з січня 1996 року по травень 1998 року. У Раді Федерації був членом комітету з міжнародних справ.
14 березня 1997 — 17 лютого 2004 року — Надзвичайний і повноважний посол Російської Федерації в Об'єднаній Республіці Танзанія.
У лютому 2004 року був призначений заступником міністра закордонних справ Російської Федерації, курирував адміністративно-господарські та фінансові питання. З серпня 2004 по 23 вересня 2009 року — Генеральний директор Міністерства закордонних справ Російської Федерації.
23 вересня 2009 — 18 листопада 2019 року — Надзвичайний і повноважний посол Російської Федерації в Республіці Словенії.
З 2019 року — професор Московського державного інституту міжнародних відносин.

## Нагороди і звання
- два ордени Трудового Червоного Прапора
- орден «Знак Пошани»
- орден «За заслуги перед Вітчизною» IV ст. (Російська Федерація) (8.09.2015)
- орден Пошани (Російська Федерація) (21.12.2005)
- орден Дружби (Російська Федерація) (25.08.2008)
- медаль «За доблесну працю. В ознаменування 100-річчя з дня народження Володимира Ілліча Леніна» (1970)
- медалі
- Почесна грамота Президента Російської Федерації (23.12.2010)
- Надзвичайний і повноважний посол (27.06.1998)